# SummerSlam 2005
SummerSlam 2005 è stata la diciottesima edizione dell'evento in pay-per-view SummerSlam, prodotto dalla World Wrestling Entertainment. L'evento si è svolto il 21 agosto 2005 all'MCI Center di Washington D.C.
Il main event dell'evento, per quanto riguarda il roster di Raw, fu quello tra Hulk Hogan e Shawn Michaels, vinto da Hogan per schienamento dopo l'esecuzione del Leg drop. Il match principale, per quanto riguarda il roster di SmackDown!, fu quello valevole per il World Heavyweight Championship tra il campione Batista e lo sfidante John "Bradshaw" Layfield, vinto da Batista dopo aver eseguito una Batista Bomb sui gradoni d'acciaio. Un altro incontro predominante della card fu il match valevole per il WWE Championship tra il campione John Cena e lo sfidante Chris Jericho, vinto da Cena con l'esecuzione della FU. L'incontro predominante dell'undercard fu il Ladder match per la custodia di Dominik tra Rey Mysterio e Eddie Guerrero, vinto da Mysterio.

## Storyline
La rivalità principale, per quanto riguarda il roster di Raw, fu quella tra Hulk Hogan e Shawn Michaels. Nella puntata di Raw del 4 aprile, Michaels iniziò una rivalità con Muhammad Hassan e Daivari dopo essere stato attaccato da quest'ultimi. Michaels chiese di poter affrontare Hassan e Daivari, ma solo se avesse trovare un partner. Hogan si alleò con Michaels e sconfissero Hassan e Daivari a Backlash. Nella puntata di Raw del 4 luglio, Hogan fu ospite del talk show di Carlito, il quale insieme a Kurt Angle, fece dei commenti sulla figlia di Hogan, Brooke, che lo portò ad attaccarlo. Michaels corse in aiuto di Hogan e nella stessa sera sconfissero Angle e Carlito. Dopo il match, Michaels colpì Hogan con una Sweet Chin Music. La settimana successiva, Michaels sfidò Hogan in un match a SummerSlam, che in seguito accettò.
La rivalità principale, per quanto riguarda il roster di SmackDown!, fu per il World Heavyweight Championship tra il campione Batista e lo sfidante John "Bradshaw" Layfield. Durante la draft lottery, SmackDown! rimase temporaneamente senza un campione a seguito dello spostamento a Raw del detentore del WWE Championship John Cena. Nella puntata di SmackDown! del 30 giugno, il general manager Theodore Long annunciò un six-man elimination match tra JBL, Muhammad Hassan, The Undertaker, Booker T, Chris Benoit e Christian. JBL vinse il match dopo aver eliminato per ultimo Christian, ma Long annunciò un cambio di piani. Long annunciò che il detentore del World Heavyweight Championship Batista era stato trasferito a SmackDown! come ultima scelta, e JBL era diventato il primo sfidante al titolo. A The Great American Bash, JBL sconfisse Batista per squalifica dopo essere stato colpito da Batista con una sedia d'acciaio. Nella puntata successiva di SmackDown!, JBL ricevette un'altra opportunità per il World Heavyweight Championship. Batista permise a JBL di scegliere la stipulazione, il quale scelse un No Holds Barred match. Nella puntata di SmackDown! dell'11 agosto, durante il match tra Batista e Christian, JBL interferì colpendo Batista con una sedia d'acciaio. La settimana successiva, JBL affrontò Funaki in un No Holds Barred match, durante il quale Batista interferì attaccando JBL.
Un'altra rivalità predominante dell'evento fu quella per il WWE Championship tra il campione John Cena e lo sfidante Chris Jericho. Dopo che Cena aveva sconfitto Jericho e Christian in un triple threat match per il WWE Championship a Vengeance, il general manager Eric Bischoff scelse Jericho come primo sfidante al titolo di Cena per SummerSlam. Nella puntata di Raw del 1º agosto, Jericho fu l'arbitro speciale del match tra Cena e Carlito. Dopo il match, Jericho attaccò Cena con una telecamera. Nella puntata di Raw del 15 agosto, Cena sconfisse Jericho e Carlito in un handicap match. Dopo il match, Jericho attaccò Cena con una sedia d'acciaio.

## Evento

### Match preliminari
Prima della messa in onda dell'evento, Chris Masters sconfisse The Hurricane in un match registrato a Sunday Night Heat.
Il primo match dell'evento fu quello valevole per lo United States Championship tra il campione Orlando Jordan e lo sfidante Chris Benoit. Il match iniziò con una presa collar-and-elbow. Benoit portò Jordan verso l'angolo del ring e mentre l'arbitro stava cercando di dividerli, Jordan colpì Benoit al volto. Benoit contrattaccò poi una clothesline eseguendo un german suplex ai danni di Jordan per poi sottometterlo nella Crippler Crossface per vincere il titolo in 25.5 secondi.
Il match successivo fu tra Edge e Matt Hardy. Il match iniziò all'esterno del ring, dove Hardy si portò in vantaggio. Dopo una serie di pugni, Hardy applicò una rear naked choke nei confronti di Edge. Edge si liberò con una serie di pugni e testate. Successivamente, Edge eseguì la Spear su Hardy all'esterno del ring. Dopo essere rimasti per un breve periodo di tempo a terra, Edge portò Hardy sul ring. In seguito, Hardy colpì Edge con diversi pugni all'angolo. Durante ciò, Edge spinse Hardy contro un palo del ring causandogli una ferita al volto. Edge attaccò ripetutamente Hardy finché non fu più in grado di proseguire. L'arbitro fermò il match e diede la vittoria a Edge.
Il terzo match fu il Ladder match valevole per la custodia di Dominik tra Eddie Guerrero e Rey Mysterio. Dopo aver lanciato Mysterio contro i gradoni d'acciaio, Guerrero salì sulla scala. Mysterio eseguì uno springboard dropkick contro la scala facendo cadere Guerrero. Mysterio colpì poi Guerrero con un dropkick facendo collidere la scala sul volo di Guerrero per poi colpirlo con una springboard senton all'esterno del ring. Guerrero eseguì prima una powerbomb su Mysterio dalla scala e un Hilo attraverso due scale. Entrambi salirono sulla scala e Mysterio effettuò un back body drop ai danni di Guerrero facendolo cadere dalla scala. Successivamente, Guerrero colpì Mysterio con un alley oop il quale coillise contro una scala posizionata sulla terza corda. Mentre Guerrero stava salendo sulla scala, Dominik interferì tentando di muovere la scala. Guerrero e Dominik ebbero un confronto, ma Mysterio eseguì su Guerrero una 619 seguita da uno Droppin' Da Dime con l'ausilio della scala. In seguito, entrambi tentarono di staccare la valigetta ma si ostacolarono a vicenda. Dopo aver eseguito i three amigos su Mysterio su una scala, Guerrero salì su di essa ma Vickie Guerrero spinse la scala facendolo cadere. Mysterio riuscì così a impossessarsi della valigetta per vincere il match.
Il match che seguì fu quello tra Kurt Angle e Eugene (con Christy Hemme) valevole per la medaglia d'oro olimpica di Angle. Angle si portò presto in vantaggio colpendo Eugene con delle ripetute clothesline. Eugene contrattaccò con una Spinebuster e tentò di colpire Angle con la People's Elbow, che bloccò colpendolo con una clothesline. Eugene si riprese ed effettuò una Rock Bottom ai danni di Angle. Successivamente, Eugene colpì Angle con una Stone Cold Stunner e lo sottomise all'Ankle Lock. Angle uscì dalla presa ed eseguì l'Angle slam su Eugene. In seguito, Angle sottomise Eugene all'Ankle Lock costringendolo a cedere per vincere il match.
Il quinto match fu tra The Undertaker e Randy Orton. The Undertaker prese il controllo del match dopo aver effettuato una flying clothesline ai danni Orton per poi colpirlo con ripetuti colpi all'angolo. Orton riuscì a portarsi in vantaggio evitando un big boot per poi attaccare The Undertaker al ginocchio sinistro. The Undertaker riuscì a liberarsi lanciando Orton fuori dal ring per poi eseguire su di lui un guillotine leg drop sull'apron ring. The Undertaker effettuò una old school e una reverse STO su Orton. Successivamente, The Undertaker eseguì uno Snake Eyes su Orton, che contrattaccò con un dropkick. The Undertaker contrattaccò un tentativo di RKO con un Tombstone Piledriver, ma Orton contrattaccò a sua volta con un inverted headlock backbreaker. Orton tentò di eseguire un crossbody su The Undertaker, il quale rovesciò la manovra in una chokeslam. Un fan entrò nel ring distraendo The Undertaker, permettendo a Orton di colpirlo con l'RKO e vincere il match. Il fan si rivelò poi essere "Cowboy" Bob Orton.

### Match principali
Il sesto match fu quello valevole per il WWE Championship tra il campione John Cena e Chris Jericho. Jericho si portò presto in vantaggio su Cena fino a quando sbagliò un springboard crossbody all'esterno del ring. Cena reagì brevemente, per poi subire un dropkick e un superplex da Jericho. Cena reagì con un back body drop, ma sbagliò un leaping shoulder block. Successivamente, Jericho eseguì un one-handed bulldog per poi sbagliare un moonsault. Jericho rovesciò un tentativo di FU nella Walls of Jericho, ma Cena riuscì a liberarsi mandando Jericho fuori dal ring. Cena eseguì un diving leg drop ai danni di Jericho per poi tentare una FU, la quale fu rovesciata in una DDT. Jericho effettò poi un pendulum backbreaker e attaccò la schiena di Cena con delle continue gomitate. Cena reagì con una spin-out powerbomb, per poi provare a colpire Jericho con il Five Knuckle Shuffle, il quale contrattaccò sottomettendo Cena nella Walls of Jericho. In seguito, Jericho eseguì un belly to back suplex dalla terza corda. Cena contrattaccò un attacco di Jericho in una FU per poi schienarlo e mantenere il titolo.
Il settimo match fu il No Holds Barred match valevole per il World Heavyweight Championship tra il campione Batista e John "Bradshaw" Layfield. JBL attaccò Batista durante la sua entrata. In seguito, Batista eseguì una Spear su JBL attraverso una barricata di sicurezza. Successivamente, JBL si riprese e lanciò Batista contro il paletto del ring per poi colpirlo con una short-arm clothesline. JBL strangolò Batista con una cintura di cuoio, ma quest'ultimo reagì eseguendo un belly to belly suplex nei confronti di JBL per poi attaccarlo con la cintura. JBL reagì effettuando una Clothesline from Hell su Batista, che le valse un conto di due. In seguito, JBL portò i gradoni d'acciaio all'interno del ring cercando di colpire Batista, il quale reagì con un back body drop. Batista eseguì poi una Spinebuster e due Batista Bomb su JBL sopra i gradoni d'acciaio per poi schienarlo mantenendo il titolo.
Il main event fu la sfida tra Shawn Michaels e Hulk Hogan. Questa fu la prima apparizione di Hogan a SummerSlam dal 1991. Durante l'entrata di Hogan, una grande bandiera statunitense fu srotolata dall'alto dell'arena. L'inizio del match fu lento, fino a quando Hogan lanciò Michaels fuori dal ring. Hogan eseguì una scoop slam nei confronti di Michaels sul tavolo dei commentatori. Michaels si liberò da un secondo tentativo e lanciò Hogan contro il paletto del ring per due volte. Michaels continuò a colpire Hogan al volto con dei pugni per poi sottometterlo nella sleeper hold. Hogan reagì con un belly to back suplex, ma fallì nel portarsi in vantaggio su Michaels, il quale lo colpì con un flying forearm smash. Michaels sbagliò un diving elbow drop, e Hogan reagì debolmente. Michaels eseguì un altro flying forearm smash e sottomise poi Hogan in una Sharpshooter. Hogan si liberò dalla presa per poi spingere Michaels contro l'arbitro. In seguito, Michaels colpì Hogan con un colpo basso e poi con una sedia d'acciaio. Michaels eseguì la Sweet Chin Music su Hogan, che le valse un conto di due. Successivamente, Hogan colpì Michaels con un big boot e un leg drop per poi schienarlo e vincere il match. Dopo il match, Michaels diede la mano ad Hogan dicendogli "Avevo bisogno di sapere e l'ho scoperto".

## Conseguenze
La sera successiva a Raw, il general manager Eric Bischoff indisse un "You're Fired" match tra John Cena e Chris Jericho per il WWE Championship. Nonostante le interferenze di Bischoff, Cena vinse il match e Jericho venne licenziato. Dopo il match, Kurt Angle attaccò Cena rivelandosi come nuovo primo sfidante al titolo di Cena. La rivalità tra i due andò avanti fino all'inizio del 2006, nella quale Angle non riuscì a vincere il titolo e Bischoff fu licenziato.
La rivalità tra Batista e John "Bradshaw" Layfield (JBL) si concluse nella puntata di SmackDown! del 9 settembre, quando Batista sconfisse JBL in un Texas Bullrope match. Batista iniziò poi una rivalità con Eddie Guerrero dopo che quest'ultimo era stato nominato primo sfidante al titolo a No Mercy, e i due divennero amici. La rivalità si concluse prematuramente a causa della morte di Guerrero.
La rivalità tra Edge e Matt Hardy continuò in Street Fight e Steel Cage match, e si concluse nella puntata di Raw in un Loser Leaves Raw Ladder match. La rivalità tra The Undertaker e Randy Orton continuò in un Casket match a No Mercy, vinto da Orton e "Cowboy" Bob Orton. Dopo il match, gli Orton diedero fuoco alla bara. Shawn Michaels iniziò una rivalità Chris Masters, il quale aveva interrotto Michaels per prendersi le luci della ribalta. La rivalità tra Chris Benoit e Orlando Jordan continuò con Jordan che perse le rivincite in meno di un minuto.

## Risultati
| #    | Incontri                                                                             | Stipulazioni                                                | Durata |
| ---- | ------------------------------------------------------------------------------------ | ----------------------------------------------------------- | ------ |
| Heat | Chris Masters ha sconfitto The Hurricane (con Rosey e Super Stacy) per sottomissione | Single match                                                | 01:56  |
| 1    | Chris Benoit ha sconfitto Orlando Jordan (c) per sottomissione                       | Single match per il WWE United States Championship          | 00:25  |
| 2    | Edge (con Lita) ha sconfitto Matt Hardy per knockout tecnico                         | Single match                                                | 04:50  |
| 3    | Rey Mysterio ha sconfitto Eddie Guerrero                                             | Ladder match per la custodia di Dominik Mysterio            | 20:19  |
| 4    | Kurt Angle ha sconfitto Eugene (con Christy Hemme) per sottomissione                 | Single match per la medaglia olimpica di Kurt Angle         | 04:31  |
| 5    | Randy Orton ha sconfitto The Undertaker                                              | Single match                                                | 17:17  |
| 6    | John Cena (c) ha sconfitto Chris Jericho                                             | Single match per il WWE Championship                        | 14:49  |
| 7    | Batista (c) ha sconfitto John "Bradshaw" Layfield                                    | No holds barred match per il World Heavyweight Championship | 09:05  |
| 8    | Hulk Hogan ha sconfitto Shawn Michaels                                               | Single match                                                | 21:24  |